# Nova Iguaçu de Goiás
Nova Iguaçu de Goiás is een gemeente in de Braziliaanse deelstaat Goiás. De gemeente telt 2.678 inwoners (schatting 2009).

## Aangrenzende gemeenten
De gemeente grenst aan Alto Horizonte, Campinorte, Mara Rosa, Pilar de Goiás en Uruaçu.